# Присталой
Пристало́й (Ша́пка) — остров на Верх-Нейвинском пруду, на Среднем Урале. Расположен в средней части водоёма, в 3,5 км от берегов посёлка Верх-Нейвинского. Площадь острова — 0,06 км².

## География
Присталой остров расположен почти в самом центре Верх-Нейвинского пруда. По географической широте он практически равноудалён от самой северной и самой южной точек акватории пруда, но находится ближе к восточному берегу, чем к западному. Напротив Присталого острова, на западном берегу Верх-Нейвинского пруда, находилась база отдыха «Верёвкин Угол». Кратчайшее расстояние между берегами острова и южного берега посёлка Верх-Нейвинского (Слюдяной мыс) — приблизительно 3,5 км.
Присталой остров имеет овальную форму. Его протяжённость с запада на восток составляет 0,5 км, с севера на юг — 0,2 км. Площадь острова — 0,06 км². По площади Присталой остров уступает Ельничному и Сухим островам. Наибольшая высота Присталого острова над уровнем пруда достигает 20 м. Северный и западный берега крутые. На острове произрастает сосновый лес.

## Происхождение названия и история
Присталой упоминается ещё в документах 1762 года, где Прокофию Демидову было дозволено построить плотину на месте, «откуда река Нейва вышла из Ватуйского озера недоезжая Княжева моста версты четыре» и которое «по тамошному наречию называется Присталой мыс». По-видимому, до образования Верх-Нейвинского пруда нынешний Присталой остров был гористым мысом на правом берегу Нейвы. Согласно «Толковому словарю» В. И. Даля, одно из значений слова «присталой» — «убежище». Тем не мене, верх-нейвинцы чаще называют остров Шапка, так как издалека похож на сей головной убор.
В 1950-х годах на Присталом острове располагался центр управления стрельбой зенитных комплексов, который служил для защиты комбината № 813 (ныне УЭХК) от возможных воздушных налётов. От радиолокационной станции на соседнем Каменном острове, расположеном в 3-х км севернее, по дну пруда сюда был проведён сигнальный кабель.

## Охрана природы
Присталой остров расположен на территории ландшафтного заказника «Озеро Таватуй и Верх-Нейвинское водохранилище с окружающими лесами».